# Peromyia fibyensis
Peromyia fibyensis är en tvåvingeart som beskrevs av Jaschhof 2009. Peromyia fibyensis ingår i släktet Peromyia, och familjen gallmyggor. Arten är reproducerande i Sverige.